# Marcin Herich
Marcin Herich (ur. 24 lipca 1969 w Katowicach) – założyciel, kierownik artystyczny i reżyser Teatru A Part. Absolwent filologii polskiej Uniwersytetu Śląskiego.

## Działalność artystyczna
Od 1985 roku do 2004 roku związany z katowickimi alternatywnym Teatrem Cogitatur jako aktor, reżyser przedstawień plenerowych i współpracownik w zakresie inscenizacji i techniki sceny. Zagrał w spektaklach: Totentanz in Polen (1986), Zamki Transylwanii (1987), Mein Herz ist schwer (1990), Niegodne chwile naszego życia (1992), Cabaret Neopathetique (1993), Il fondo d'oro (1994) oraz w wielu okolicznościowych etiudach teatralnych. Współpracował przy realizacji spektaklu Cztery sny Hölderlina (1996).
Wyreżyserował w Teatrze Cogitatur trzy autorskie przedstawienia plenerowe: Pasja (1996), Femina (1998) i El Niňo (2003) oraz dwa plenerowe projekty specjalne Extracts i Extracts 2 (2003).
W 2004 roku założył Teatr A Part, którego działalność rozpoczął od wznowienia przedstawień Femina i El Niňo, które weszły do repertuaru Teatru A Part.
W kolejnych latach zrealizował w Teatrze A Part:
- Extracts 3 (2005, plenerowy projekt specjalny; scenariusz, reżyseria);
- Tsunami (2006, widowisko plenerowe; we współpracy z Gliwickim Teatrem Muzycznym i Teatrem Lalek Banialuka w Bielsku-Białej[2]; scenariusz – wspólnie z Krzysztofem Korwinem-Piotrowskim, reżyseria);
- Zwykłe potrzeby (2006, spektakl sceniczny; scenariusz, reżyseria);
- Klepsydra (2007, przedstawienie solowe Moniki Wachowicz; scenariusz i choreografia – wspólnie z Moniką Wachowicz, reżyseria);
- Labirynt Wenus (2008, site specific project; udział teatru w realizacji wersji specjalnej przedstawienia Cantabile 2 z Vordinborg w Danii we współpracy z Theaterlabor im Tor 6 w Bielefeld w Niemczech; scenariusz i reżyseria – wspólnie z Nullo Facchini);
- Kołysanka (2009, przedstawienie solowe Marii Katarzyny Gliwy; scenariusz, reżyseria);
- Faust (2009, przedstawienie plenerowe; scenariusz, reżyseria);
- Szkice o Ofelii (2010, przedstawienie solowe Moniki Wachowicz; scenariusz – wspólnie z Moniką Wachowicz, reżyseria);
- Cyrk Bellmer (2011, spektakl sceniczny; scenariusz, reżyseria)[2];
- Ziemia Gomo (2012, site specific project, scenariusz, reżyseria);
- Przejrzystość pustki (2013, przedstawienie solowe Moniki Wachowicz; scenariusz – wspólnie z Moniką Wachowicz, reżyseria);
- Przepaść głębi (2014, przedstawienie solowe Moniki Wachowicz; scenariusz – wspólnie z Moniką Wachowicz, reżyseria)[2];
- Künstlerspiele. Sceny z Wielkiej Wojny (2014, spektakl sceniczny; scenariusz, reżyseria);
- W dżungli historii. Variete (2015, spektakl sceniczne; przedstawienie powstało we współpracy z Theaterlabor im Tor 6 w Bielefeld w Niemczech, scenariusz i reżyseria – wspólnie z Siegmar Schröder);
- Więzy (2016, przedstawienie solowe Marleny Niestrój; scenariusz i choreografia – wspólnie z Marleną Niestrój, reżyseria);
- Alicja w Krainie Czarów (2017, site specific project zrealizowany z udziałem adeptów Studia Aktorskiego Teatru A Part; scenariusz, reżyseria);
- Nic. Szkice do Króla Leara (2017, spektakl sceniczny; scenariusz, reżyseria);
- Cztery (2018, koprodukcja Teatru A Part i Teatru Amareya; scenariusz, reżyseria);
- Święto wiosny (2019, przedstawienie solowe Marleny Niestrój, scenariusz i choreografia – wspólnie z Marleną Niestrój; reżyseria);
- Projekt Dante (2019, site specific project zrealizowany z udziałem adeptów Studia Aktorskiego Teatru A Part, scenariusz i reżyseria);
- Lear, kurwa! (2019, przedstawienie plenerowe, scenariusz i reżyseria);
- Ostatnie dni ludzkości (2019, spektakl sceniczny, we współpracy z Theaterlabor Bielefeld w Niemczech i Leith Theatre z Edynburga w Szkocji, scenariusz i reżyseria – wspólnie z Yuri Birte Anderson i Siegmar Schröder);
- Four More (2021, spektakl sceniczny, scenariusz i reżyseria);
- a także kilka okazjonalnych projektów teatralnych[1].

## Inne
Współtwórca ośrodka Teatru Cogitatur w Katowicach (1995-2006), gdzie pracował do 2004 roku, w latach 1996–2004 także kierownik literacki i manager Teatru Cogitatur.
Od 1993 roku organizator gościnnych występów teatralnych w Katowicach. Współorganizował imprezy artystyczne oraz występy teatrów, m.in. na Scenie 113 Górnośląskiego Centrum Kultury (obecnie Teatr Korez) oraz na scenie Teatru Cogitatur, m.in. cykl pokazów najlepszych dokonań teatru autorskiego (1997–1999).
Współpomysłodawca i dyrektor artystyczny Festiwalu Teatrów A Part(1994–1995), zaś od 1996 roku do dzisiaj dyrektor Międzynarodowego Festiwalu Teatrów A Part (obecnie: Międzynarodowego Festiwalu Sztuk Performatywnych A Part, dwadzieścia dziewięć edycji, ostatnia: czerwiec 2023).
Uczestnik sympozjów teoretycznych i branżowych w Polsce i za granicą (m.in. Słowenia, Szkocja, Holandia, Belgia, Rumunia, Węgry, Anglia). Uczestnik konferencji IETM Informal European Theatre Meeting (1999–2001, Finlandia, Czechy, Francja). Gość festiwali m.in. Manchester Street Ahead Festival w Anglii (1998), Avignon we Francji (2000), Złoty Lew we Lwowie na Ukrainie (2000), Objectif Danse w Brukseli w Belgii (2007, 2009, 2019, 2021), Kiosk w Żylinie na Słowacji (2008, 2012), Dublin Fringe Festival w Irlandii (2008), Mala Inventura w Pradze (2011, 2012, 2014, 2015, 2016, 2017, 2018, 2019, 2020, 2022), Fira Tarrega w Hiszpanii (2012, 2021), Huashan Living Arts Festival w Tajpej na Tajwanie (2013), Crossroads Festival w Antwerpii w Belgii (2013), Temporada Alta w Gironie w Hiszpanii (2017), Teatr-Teatr Showcase w Permie w Rosji (2018), Theaterfestival Boulevard w Den Bosch w Holandii (2018), Antistatic International Festival w Sofii w Bułgarii (2020, 2022), Trigger w Lublanie w Słowenii (2022).
W latach 1998–2000 doradca programowy Łódzkich Spotkań Teatralnych. Juror Suwalskich Eksploracji Teatralnych (2002) oraz Festiwalu Monodramów Bamberka w Gorzowie Wielkopolskim (2010, 2011, 2015).
Autor publikacji z dziedziny teatru (szkice, relacje, recenzje). Publikował m.in. w bytomskim „FA-arcie”, katowickich „Opcjach”, poznańskim „Nowym Nurcie”, wrocławskiej „Odrze”, warszawskiej „Scenie”. W latach 1995–1998 zapraszany przez miesięcznik „Teatr” do udziału w ankietach podsumowujących sezony teatralne w Polsce: „Najlepszy, najlepsza, najlepsze w sezonie”.
Redaktor kwartalnika literackiego „FA-art” (1991–1995) i kwartalnika kulturalnego „Opcje” (1993–1999). Redaktor naczelny miesięcznika „City Magazine Katowice” (2001–2002)

## Nagrody i wyróżnienia
- 2001 nagroda Marszałka Województwa Śląskiego dla młodych twórców za „znaczący dorobek aktorski i reżyserski”
- 2001 wyróżnienie Zarząd Oddziału Województwa Śląskiego Towarzystwa Kultury Teatralnej za „przekazywanie wiedzy o teatrze i kształtowanie twórczego ducha młodego pokolenia”
- 2001 dyplom Centralnej Komisji Towarzystwa Kultury Teatralnej za „osiągnięcia w upowszechnianiu kultury teatralnej”
- 2002 dwie główne nagrody, jury i publiczności, dla przedstawienia Femina podczas międzynarodowego festiwalu teatralnego Arena w Erlangen w Niemczech
- 2008 wyróżnienie jury dla przedstawienia Klepsydra podczas Ogólnopolskiego Festiwalu Teatrów Niezależnych w Ostrowie Wlkp. za „bezkompromisowość w podjęciu tematu pustki i samotności”
- 2012 nominacja do sezonowej nagrody teatralnej dziennikarzy Województwa Śląskiego Złota Maska za zarys scenariusza, reżyserię i scenografię przedstawienia Cyrk Bellmer
- 2014  nagroda Prezydenta Miasta Katowice w dziedzinie kultury
- 2018 Złota Maska (sezonowa nagroda teatralna dziennikarzy Województwa Śląskiego) za reżyserię spektaklu „Nic. Szkice do Króla Leara” oraz osiągnięcia artystyczne Teatru A Part i Międzynarodowego Festiwalu Sztuk Performatywnych A Part (2018)
- 2022 nagroda „Slobodan Milatović” dla najlepszego reżysera/autora spektaklu za „Four More” podczas Międzynarodowego Festiwalu Teatru Alternatywnego FIAT w Podgoricy w Czarnogórze „za reżyserski zabieg, aby wykorzystać symbiozę światła, muzyki, przestrzeni i kobiecego ciała do stworzenia niezwykłego doświadczenia niedoskonałości piękna”[1]